# Louis S. St-Laurent
Der Eisbrecher Louis S. St-Laurent ist ein Schiff der kanadischen Küstenwache (Canadian Coast Guard; CCG). Es wurde nach dem zwölften Premierminister Kanadas Louis Saint-Laurent benannt. Nach der Finanzplanung der kanadischen Regierung soll das Schiff noch bis zum Jahr 2017 in Betrieb bleiben, um dann durch einen 720 Mio. C$ Neubau, die John G. Diefenbaker, ersetzt zu werden. Da zwischenzeitlich jedoch die John G. Diefenbaker voraussichtlich erst 2021–2022 in Dienst gestellt wird, wird die Louis S. St-Laurent bis dahin in Fahrt bleiben.

## Das Schiff
Gebaut wurde der Eisbrecher in der Zeit von 1966 bis 1969 in der Werft Canadian Vickers in Montreal in Kanada. Seine eigentlichen Einsatzgebiete sind die kanadischen Küstengewässer. Es ist das größte Schiff der Flotte der kanadischen Küstenwache.
Dieser Eisbrecher zählt zu den wichtigsten Schiffen der kanadischen Küstenwache. 1976 passierte das Schiff gemeinsam mit dem Forschungsschiff Canmar Explorer die Nordwestpassage und stellte seine besonderen Fähigkeiten unter Beweis. Der Eisbrecher verfügt nicht über moderne Hilfssysteme wie Wasserspülung, Lufteinspritzung und zusätzliche Vortriebspropeller. Im Jahre 1988 wurde das Schiff modernisiert und umgebaut. Es erhielt eine komplette neue Maschinenanlage und eine neue Bugform.

## Besonderes
Die Louis S. St-Laurent führt zur Eisaufklärung zwei Bordhubschrauber mit. Außerdem gibt es an Bord zwei Landungsboote.